# De leraarskamer
De leraarskamer is een Vlaamse achtdelige documentairereeks uit 2013 die werd uitgezonden op Canvas. De afleveringen liepen van 3 september tot en met 22 oktober 2013, telkens op dinsdag. De reeks werd geproduceerd door De Raconteurs.
In het programma getuigden een vijftiental gepensioneerde leraren en leraressen over hun beroep, hun school, de gehanteerde methoden en opvoeding. De bedoeling was de kijker kennis te laten maken met het onderwijs vanaf de jaren vijftig, met zijn talrijke veranderingen.
Mei '68, de splitsing van de Katholieke Universiteit Leuven, de invoering VSO, de televisie en het Tweede Vaticaans Concilie waren allemaal factoren die het leerlingengedrag en het onderwijs sterk beïnvloedden. Naast de leraren getuigden ook de leerlingen zelf, enkele directeuren, een inspecteur en iemand van het CLB. Ook Mieke Van Hecke (directeur-generaal van het Vlaams Secretariaat van het Katholiek Onderwijs) en Raymonda Verdyck (afgevaardigd bestuurder van het Gemeenschapsonderwijs) kwamen in De leraarskamer aan het woord.
Net zoals in Mijnheer de Burgemeester en Meneer Doktoor kwamen alleen de getuigen aan het woord, de vraagsteller bleef buiten beeld.

## Afleveringen
| Aflevering | Datum        | Onderwerp               | Kijkcijfers |
| ---------- | ------------ | ----------------------- | ----------- |
| 1          | 3 september  | Mei ’68                 |             |
| 2          | 10 september | Respect en tucht        |             |
| 3          | 17 september | Culturele verschillen   |             |
| 4          | 24 september | Strijd tussen de netten |             |
| 5          | 1 oktober    | Onderwijstypes          |             |
| 6          | 8 oktober    | VSO                     |             |
| 7          | 15 oktober   | Terugblik               |             |
| 8          | 22 oktober   | Compilatie              |             |

## Boek
- Peter Vandekerckhove, De leraarskamer, Uitgeverij Manteau, 2013. ISBN 9789022328712.